# Mastören (Vaasa)
Mastören est une île de l'archipel de Vaasa en Finlande,.

## Géographie
L'île est située à environ 12 kilomètres à l'ouest de Vaasa.
La superficie de l'île est de 15,7 hectares et sa longueur maximale est de 0,7 kilomètre dans le sens nord-sud.